# Кендзерский, Феликс Феликсович
Феликс Феликсович Кендзерский (12 августа 1912 — 4 сентября 1986) — инженер-топограф, капитан Войска Польского, офицер-лаборант высшей школы артиллерии, политзаключённый ГУЛага, председатель забастовочного комитета во 2-м лаготделении Речлага во время  Воркутинского восстания.

## Биография
Родился в 1912 году в семье рабочего, в деревне Большая Чураковка Кустанайского уезда Тургайской области. Поляк:535. По семейной легенде отец Феликс Матвеевич Киндзерский был участником штурма Зимнего дворца. Дед — Матвей Киндзерский был выслан из Польши после восстания 1863—1864 годов, он состоял в организации Кастуся Калиновского.
Феликс (младший) имел высшее образование. До войны работал главным инженером Управления землеустройства Кустанайского областного земельного отдела. 13 сентября 1941 года призван в действующую армию. В ноябре 1944 — рядовой, в ВКП(б) не состоял.
После войны инженер-топограф в Войске Польском:451. Служил в чине капитана  в должности офицера-лаборанта высшей школы артиллерии в Польше. Был членом ПОРП.
Арестован 29 апреля 1949 года МГБ СССР. 15 октября 1949 года осуждён Особым совещанием при МГБ СССР по ст. 19-58-1 «б» и 58-10 ч. 1 УК РСФСР за подготовку к измене Родине и антисоветскую агитацию на 15 лет заключения:535. «Подготовка к измене Родине» заключалась в том, что, находясь на службе в Войске Польском, Кендзерский в 1948 году возбудил ходатайство о выходе из советского и принятии польского гражданства:678. После этого, очевидно, отозван в Москву и исключён из ПОРП. В момент ареста проживал в гостинице «Сокол» по адресу Москва, Чапаевский переулок, д. 12:535.
Содержался в Песчанлаге. В июне 1953 прибыл в Воркуту с Карагандинским этапом:535.

### Воркутинское восстание
Прибыв в Воркуту, Кендзерский бастовал, начиная с 20 июля 1953 года:558. 24 июля агент оперотдела сообщал: «Вдохновителем, организатором и руководителем забастовки нового [карагандинского] этапа, а также всего личного состава ОЛП-2 является заключенный нового этапа, бывший полковник польской армии (фамилия не установлена). Его характеризуют как человека энергичного, с большой силой воли, всецело отдающего себя для пользы общего дела»:444. Полковником Кендзерского называет агент и в сообщении от 27 июля. По предложению Кендзерского активисты 2-го лаготделения Речлага Князев, Яшкунас (Henrikas Jaškūnas), Урвиг и Малумян организовали поддержку вновь прибывшим бастующим карагандинцам:451. Кендзерский убеждал других заключённых «организованно бороться за пересмотр дел», помогал в составлении жалоб и заявлений:558.
26 июля вместе с Урвигом предложил организовать дежурство в столовой и оставил график таких дежурств:558.
27 и 28 июля призывал бастующих «к дружбе и организованности до удовлетворения их〈…〉требований о пересмотре дел»:558.
31 июля угрожал бригадиру Полунину, призывавшему прекратить забастовку:558.

### Второй суд и реабилитация
Арестован 31 июля 1953 года. 15—18 сентября 1953 за участие в организации забастовки осуждён вместе А. М. Князевым, Ю. Ф. Левандо, Г. Яшкунасом и Ионом Урвигом лагерным судом Речлага по статье 58-14 (контрреволюционный саботаж) и 58-11 (антисоветская организация). Приговор — 10 лет лишения свободы с присоединением неотбытого срока наказания по прежнему приговору, что составило 15 лет, из которых первые три года тюремного режима.
12 января 1955 Следственный отдел КГБ при Совете министров Коми АССР отказал в пересмотре дела:557-559.
24 августа 1955 года по протесту Прокуратуры СССР от 11 июля Судебная коллегию по уголовным делам Верховного Суда СССР приговор лагерного суда отменила на том основании, что «учинеённые осуждёнными беспорядки допущены без контрреволюционного умысла»:560.
23 января 1956 года Центральная комиссия по пересмотру дел  отменила постановление Особого совещания от 15 октября 1949 в отношении Кендзерского:680.

## Семья
- Жена — Вера Александровна Кендзерская, урождённая ? (17 сентября 1913 — январь 2005)

- Дочь — Гелена (1936—1957).
- Дочь — Элеонора (1938—2017)
- Дочь — Ванда (1940—2018)

- Брат — Бронислав Феликсович Киндзерский (5.11.1916—29.07.1993)[8]
- Брат — Юлиан Феликсович Киндзерский (?—до 1991)[8]
- Брат — Николай Феликсович  Киндзерский (?—до 1991)[4]

## Награды
- 23 декабря 1985 — Орден Отечественной Войны II степени[9].

## Комментарии
1. ↑  Вплоть до 1944 фамилия Ф. Ф. Кендзерского писалась,  как и у его братьев, через «и»[1]. Новое написание, вероятно, связано со службой в Польше и последующим арестом, в результате чего в документах появилась иная транскрипция фамилии Kędzierski.
2. ↑  В источнике[2] «хотя из всех живых остались только мы с тобой, Бронник». (Бронислав Феликсович, брат Ф. Ф. Кендзерского) и «Если было знать, что будет гласность, что архивы будут открыты, и страха у людей не будет, я бы у старших братьев всё расспросила».
3. ↑  В источнике — «1912 года рождения, уроженца д. Б. Чураковка Убаганского района Казахской ССР».
4. ↑  В источнике — «бывшего члена ПСРП». Правильно либо ПСР, либо ПОРП: Польская рабочая партия (ПРП) и Польская социалистическая партия (ПСР) объединились в ПОРП в декабре 1948 года.